# Péribée (épouse de Télamon)
Pour les articles homonymes, voir Péribée.
Dans la mythologie grecque, Péribée ou Périboée(en grec ancien Περίβοια / Periboia) est la mère d'Ajax le Grand, princesse de Mégare.